# Pafman
Pafman es una serie de historietas protagonizada por el personaje homónimo creada en 1987 por el dibujante y guionista español Joaquín Cera.
Aunque nació como una parodia de Batman, su autor admite no haber leído ninguna historieta completa del personaje.Con el tiempo, la obra evolucionó hacia una crítica social, incorporando referencias culturales, juegos de palabras, situaciones absurdas y chistes ingeniosos.
Cera ha reconocido que es el personaje de creación propia preferido y con el que ha podido desarrollar con más libertad su particular vis cómica, aunque lo considera hecho para el trabajo y no dibuja a Pafman en su tiempo libre.
Pafman ha sido incluido por diversos críticos entre los superhéroes de la historieta española más destacados.

## Trayectoria editorial
En 1986 el dibujante Joaquín Cera recibió el encargo por parte de la editorial Bruguera de crear un superhéroe en tono cómico parecido a Superlópez, un gran éxito de la editorial. Pese al desconocimiento del autor del género superheroico diseñó a Pafman y Pafcat pero poco tenían que ver con el superhéroe de DC Comics más que en el nombre y parte del traje.
Sin embargo, el cierre de la editorial debido a la crisis económica impidió que las historietas fueran publicadas. Al año siguiente, Ediciones B adquirió el catálogo de Bruguera y retomó las revistas, de esta manera las aventuras de Pafman comenzaron a ser publicadas el 27 de mayo de 1987 en el número 5 de la revista Mortadelo, como un personaje de relleno, en una historieta titulada «El secuestro». 
En un principio, las historietas eran de dos páginas semanales para la revista Mortadelo. A partir de 1989, comenzó a publicar también tres páginas quincenales en la revista Super Mortadelo y cuatro páginas mensuales en la revisa Mortadelo Extra. Entre esas tres revistas el autor publicó más de 200 historietas, algunas de las cuales fueron recopiladas en álbumes de la Colección Olé.
Además de historietas cortas, en las serializaciones aparecieron otras historietas de más páginas que posteriormente serían recopiladas en álbumes, Cera dibujó en 1990 «El doctor Ganyuflo» de 20 páginas y en 1993 el «El asesino de personajes» de 44 páginas, con esta aventura larga Cera imitaba la estructura de los álbumes de Mortadelo, pero no tuvo su éxito, y en 1996 cuando Ediciones B suprimió sus revistas de historietas para centrar su producción de nuevos tebeos en álbumes de Mortadelo y Filemón y Superlópez la serie desapareció del mercado, siendo la última publicación en el número 65 de Mortadelo Extra, «Una vista de lince».
En el año 2004 a instancias de la editorial Ediciones B, con el apoyo del editor Francisco Sánchez, Pafman volvió a ser publicado con una nueva historieta en forma de álbum publicada en la colección Top Cómic titulada «Pafman redevuelve», en dicha historieta, Cera realiza un nuevo diseño del traje de Pafman, introduce un tercer miembro al equipo, la agente de policía Tina Tonás, sobrina de Pafman, añade cinco páginas de extras y un recopilatorio de historietas de mediados de los noventa.
La incorporación de Tina Tonas al elenco protagonista aporta un contrapunto serio y racional a la narrativa, equilibrando con su inteligencia las acciones impulsivas y torpes de su tío. Esta dinámica remite a la relación entre Sophie y el Inspector Gadget en la serie animada homónima, si bien el desarrollo posterior de las historietas difiere notablemente en tono y contenido.
En esta nueva etapa Cera publica un número al año desde 2004 a 2010, los dos primeros números de 96 páginas encuadernados en rústica, los otros cinco de 48 páginas, los tres primeros en rústica y los dos últimos en cartoné.
En 2011 se cambia el formato y el nombre de la colección, pasándose a llamar Crónicas de Pafman, 96 páginas en blanco y negro con tapa dura, en esta colección solo se han publicado dos números «En la Tierra Mediocre» (2011) y «La aventura del Titaidón» (2013), el último número publicado con nuevas historietas.
En noviembre de 2023 Random House publicó un tomo recopilatorio, que incluye historietas desde 1987 hasta la época del cierre de las revistas, dentro de la colección «Lo mejor de» dedicada a los personajes de la editorial Bruguera y Ediciones B.

## Historietas y publicación
Desde el nacimiento del personaje, la serie se ha publicado en diversos formatos y colecciones, la mayoría de ellos de forma seriada en revistas y los últimos números, hasta su desaparición, en formato álbum. A continuación se presenta una lista de las aventuras de Pafman ordenadas por su primera fecha de publicación en español:
| Lista cronológica de historietas                | Lista cronológica de historietas                | Lista cronológica de historietas  |
| Título                                          | Primera publicación seriada                     | Primera publicación en álbum      |
| ----------------------------------------------- | ----------------------------------------------- | --------------------------------- |
| El secuestro                                    | 1987 en Mortadelo n.º 5                         | 2023 en Lo mejor de Pafman        |
| La banda de McEnzie                             | 1987 en Mortadelo n.º 6                         |                                   |
| La amenaza subterránea                          | 1987 en Mortadelo n.º 7                         | 2023 en Lo mejor de Pafman        |
| El enmascarado negro                            | 1987 en Mortadelo n.º 8                         | 2023 en Lo mejor de Pafman        |
| El pulpo gigante                                | 1987 en Mortadelo n.º 9                         |                                   |
| El enmascarado negro escapa                     | 1987 en Mortadelo n.º 10                        |                                   |
| La venganza                                     | 1987 en Mortadelo n.º 11                        |                                   |
| Problemas con el traje                          | 1987 en Mortadelo n.º 12                        |                                   |
| El rescate                                      | 1987 en Mortadelo n.º 13                        |                                   |
| La amenaza simiesca                             | 1987 en Mortadelo n.º 14                        |                                   |
| Un tipo duro                                    | 1987 en Mortadelo n.º 15                        |                                   |
| Robo en el museo                                | 1987 en Mortadelo n.º 16                        |                                   |
| El asalto                                       | 1987 en Mortadelo n.º 17                        |                                   |
| El atracador                                    | 1987 en Mortadelo n.º 29                        |                                   |
| La rata                                         | 1987 en Mortadelo n.º 34                        |                                   |
| La competencia                                  | 1987 en Mortadelo n.º 35                        |                                   |
| Navidades trágicas                              | 1988 en Mortadelo Extra n.º 4                   |                                   |
| ¡Persecución!                                   | 1988 en Mortadelo n.º 72                        |                                   |
| La bruja                                        | 1988 en Mortadelo n.º 73                        |                                   |
| El lanzamisiles                                 | 1988 en Mortadelo n.º 74                        |                                   |
| La final de la liga                             | 1988 en Mortadelo n.º 75                        |                                   |
| El marciano                                     | 1988 en Mortadelo n.º 76                        |                                   |
| La momia                                        | 1988 en Mortadelo n.º 77                        | 2023 en Lo mejor de Pafman        |
| El atracador                                    | 1988 en Mortadelo n.º 78                        |                                   |
| Secuestro aéreo                                 | 1988 en Mortadelo n.º 79                        |                                   |
| El imán                                         | 1988 en Mortadelo n.º 80                        |                                   |
| El secador-láser                                | 1988 en Mortadelo n.º 81                        |                                   |
| Persecución loca                                | 1988 en Mortadelo n.º 82                        |                                   |
| Sin título                                      | 1988 en Mortadelo n.º 83                        |                                   |
| Sin título                                      | 1988 en Mortadelo n.º 84                        |                                   |
| Sin título                                      | 1988 en Mortadelo n.º 85                        |                                   |
| Sin título                                      | 1988 en Mortadelo n.º 86                        |                                   |
| El robo del diamante                            | 1988 en Mortadelo n.º 87                        |                                   |
| El concurso                                     | 1989 en Mortadelo n.º 88                        |                                   |
| Terrible confusión                              | 1989 en Mortadelo n.º 89                        |                                   |
| El suero esclavizador                           | 1989 en Super Mortadelo n.º 43                  |                                   |
| Sin título                                      | 1989 en Super Mortadelo n.º 44                  |                                   |
| El espía                                        | 1989 en Mortadelo n.º 90                        | 2023 en Lo mejor de Pafman        |
| El carnicero                                    | 1989 en Mortadelo n.º 91                        |                                   |
| La bomba                                        | 1989 en Mortadelo n.º 92                        |                                   |
| El atasco                                       | 1989 en Mortadelo n.º 93                        |                                   |
| Los inventos de Pafcat                          | 1989 en Mortadelo n.º 94                        |                                   |
| El traje                                        | 1989 en Super Mortadelo n.º 46                  |                                   |
| Desgracias campestres                           | 1989 en Mortadelo n.º 95                        |                                   |
| El ladrón de piruletas                          | 1989 en Mortadelo n.º 96                        |                                   |
| El alcalde en peligro                           | 1989 en Mortadelo n.º 97                        | 1989 en Olé! 2ª colección n.º 361 |
| Historia pasada por agua                        | 1989 en Mortadelo n.º 98                        | 1989 en Olé! 2ª colección n.º 361 |
| Monstruos imaginarios                           | 1989 en Super Mortadelo n.º 47                  | 1989 en Olé! 2ª colección n.º 361 |
| Ondas nefastas                                  | 1989 en Super Mortadelo n.º 48                  | 1989 en Olé! 2ª colección n.º 361 |
| El seguro                                       | 1989 en Mortadelo n.º 101 y 103                 | 1989 en Olé! 2ª colección n.º 361 |
| Métodos científicos                             | 1989 en Mortadelo n.º 102                       | 1989 en Olé! 2ª colección n.º 361 |
| El Capitán Europa                               | 1989 en Mortadelo n.º 104                       | 1989 en Olé! 2ª colección n.º 361 |
| Un rayo odioso                                  | 1989 en Super Mortadelo n.º 49                  |                                   |
| Día de campo                                    | 1989 en Super Mortadelo n.º 50                  |                                   |
| La patrulla B                                   | 1989 en Mortadelo n.º 105                       | 1989 en Olé! 2ª colección n.º 361 |
| ¡Alarma!                                        | 1989 en Mortadelo n.º 106                       | 1989 en Olé! 2ª colección n.º 361 |
| Fanatismo fatal                                 | 1989 en Mortadelo n.º 107                       | 1989 en Olé! 2ª colección n.º 361 |
| Albóndigas asesinas                             | 1989 en Mortadelo n.º 108                       | 1989 en Olé! 2ª colección n.º 361 |
| Gatomanía                                       | 1989 en Mortadelo n.º 109                       | 1989 en Olé! 2ª colección n.º 361 |
| Conversaciones sospechosas                      | 1989 en Mortadelo n.º 110                       |                                   |
| Magnetismo animal                               | 1989 en Super Mortadelo n.º 51                  | 1989 en Olé! 2ª colección n.º 361 |
| ¡Esto no pita!                                  | 1989 en Super Mortadelo n.º 52                  | 1989 en Olé! 2ª colección n.º 361 |
| Jugando con fuego                               | 1989 en Mortadelo n.º 111                       | 1989 en Olé! 2ª colección n.º 361 |
| Los atracadores                                 | 1989 en Super Mortadelo n.º 54                  | 1989 en Olé! 2ª colección n.º 361 |
| ¡Qué calor!                                     | 1989 en Mortadelo Extra n.º 5                   |                                   |
| El regreso                                      | 1989 en Mortadelo n.º 113                       |                                   |
| Guardaespaldas                                  | 1989 en Mortadelo n.º 114                       | 1989 en Olé! 2ª colección n.º 361 |
| ¡Obsesión!                                      | 1989 en Mortadelo n.º 115                       | 1989 en Olé! 2ª colección n.º 361 |
| Contra el Dr. Nillo Suelto                      | 1989 en Super Mortadelo n.º 55                  | 1989 en Olé! 2ª colección n.º 361 |
| Encuentro brutal                                | 1989 en Super Mortadelo n.º 56                  | 1989 en Olé! 2ª colección n.º 361 |
| Persecución implacable                          | 1989 en Mortadelo Extra n.º 6                   | 1989 en Olé! 2ª colección n.º 361 |
| Amenaza de bomba                                | 1989 en Mortadelo n.º 116                       | 1989 en Olé! 2ª colección n.º 361 |
| Tirando la toalla                               | 1989 en Mortadelo n.º 117                       | 1989 en Olé! 2ª colección n.º 361 |
| Jugando con cartas                              | 1989 en Mortadelo n.º 118                       | 1989 en Olé! 2ª colección n.º 361 |
| Sin palabras (casi)                             | 1989 en Mortadelo n.º 119                       | 1989 en Olé! 2ª colección n.º 361 |
| Misión olímpica                                 | 1989 en Super Mortadelo n.º 57                  |                                   |
| Haciendo anuncios                               | 1989 en Super Mortadelo n.º 58                  |                                   |
| ¡Examen para superhéroe!                        | 1989 en Mortadelo Extra n.º 7                   |                                   |
| Chapuzas gatunas                                | 1989 en Mortadelo n.º 120                       |                                   |
| Asesinos infernales                             | 1989 en Mortadelo n.º 121                       |                                   |
| Allons, enfants de la patrie                    | 1989 en Mortadelo n.º 122                       |                                   |
| Limpieza absoluta                               | 1989 en Mortadelo n.º 123                       |                                   |
| Rayos y anti-rayos                              | 1989 en Super Mortadelo n.º 59                  |                                   |
| El profesor Robayeur                            | 1989 en Super Mortadelo n.º 60                  | 1991 en Olé! 2ª colección n.º 393 |
| La venganza del profesor Robayeur               | 1989 en Super Mortadelo n.º 61                  | 1991 en Olé! 2ª colección n.º 393 |
| El pívot siniestro                              | 1989 en Mortadelo Extra n.º 8                   |                                   |
| Mens sana et corpore roto                       | 1989 en Mortadelo n.º 124                       |                                   |
| ¿Invasión extraterrestre?                       | 1989 en Mortadelo n.º 125                       | 1991 en Olé! 2ª colección n.º 393 |
| Mala pata                                       | 1989 en Mortadelo n.º 126                       |                                   |
| El canario-vaca                                 | 1989 en Mortadelo n.º 127                       | 1991 en Olé! 2ª colección n.º 393 |
| ¡Que no se moje!                                | 1989 en Mortadelo n.º 128                       | 1991 en Olé! 2ª colección n.º 393 |
| ¡Terror, horror y pavor!                        | 1989 en Super Mortadelo n.º 62                  | 1991 en Olé! 2ª colección n.º 393 |
| Tortazos a distancia                            | 1989 en Super Mortadelo n.º 63                  |                                   |
| Un villano pequeñín                             | 1989 en Mortadelo n.º 129                       |                                   |
| ¡A lavar el coche!                              | 1989 en Mortadelo n.º 130                       |                                   |
| Prueba judicial                                 | 1989 en Super Mortadelo n.º 64                  |                                   |
| Llamadas inoportunas                            | 1989 en Super Mortadelo n.º 65                  |                                   |
| Espíritu navideño                               | 1989 en Mortadelo Extra n.º 9                   |                                   |
| Apocalipsis Plof                                | 1990 en Mortadelo n.º 133                       | 1991 en Olé! 2ª colección n.º 393 |
| Invento sin futuro                              | 1990 en Mortadelo n.º 134                       |                                   |
| Cambio de traje                                 | 1990 en Mortadelo n.º 135                       |                                   |
| Los vecinos (1)                                 | 1990 en Mortadelo n.º 137                       | 1991 en Olé! 2ª colección n.º 393 |
| En el lavabo del tiempo                         | 1990 en Super Mortadelo n.º 66                  | 1991 en Olé! 2ª colección n.º 393 |
| Robo en la caja de ahorros                      | 1990 en Super Mortadelo n.º 67                  | 1991 en Olé! 2ª colección n.º 393 |
| Los vecinos (2)                                 | 1990 en Mortadelo n.º 138                       | 1991 en Olé! 2ª colección n.º 393 |
| Otra de vecinos                                 | 1990 en Mortadelo n.º 139                       | 1991 en Olé! 2ª colección n.º 393 |
| Noche de miedo                                  | 1990 en Mortadelo n.º 140                       |                                   |
| Marea negra                                     | 1990 en Mortadelo n.º 141                       |                                   |
| En 13, Rue del Percebe                          | 1990 en Super Mortadelo n.º 68                  | 2023 en Lo mejor de Pafman        |
| Guardaespaldas                                  | 1990 en Super Mortadelo n.º 69                  | 1991 en Olé! 2ª colección n.º 393 |
| Buscando perros                                 | 1990 en Mortadelo n.º 142                       |                                   |
| El artículo                                     | 1990 en Mortadelo n.º 143                       | 1991 en Olé! 2ª colección n.º 393 |
| Robo de tragaperras                             | 1990 en Mortadelo n.º 144                       |                                   |
| Paf-neurosis                                    | 1990 en Mortadelo n.º 145                       |                                   |
| Cañonazos telefónicos                           | 1990 en Super Mortadelo n.º 70                  | 1991 en Olé! 2ª colección n.º 393 |
| Siguiendo huellas                               | 1990 en Mortadelo n.º 146                       | 1991 en Olé! 2ª colección n.º 393 |
| El secuestro                                    | 1990 en Mortadelo n.º 147                       |                                   |
| ¡A volar!                                       | 1990 en Mortadelo n.º 148                       | 2023 en Lo mejor de Pafman        |
| El doctor Ganyuflo                              | 1990 en Mortadelo n.º 149                       | 1991 en Olé! 2ª colección n.º 393 |
| El retorno del Dr. Ganyuflo                     | 1990 en Mortadelo n.º 150                       | 1991 en Olé! 2ª colección n.º 393 |
| La venganza del doctor Ganyuflo                 | 1990 en Mortadelo n.º 151                       | 1991 en Olé! 2ª colección n.º 393 |
| Pafman actor                                    | 1990 en Mortadelo n.º 152                       |                                   |
| Ninjas                                          | 1990 en Mortadelo n.º 153                       | 1991 en Olé! 2ª colección n.º 393 |
| Ideas Negras                                    | 1990 en Super Mortadelo n.º 72                  |                                   |
| Pafman doble                                    | 1990 en Mortadelo n.º 155                       |                                   |
| Pafcat en: "Siempre es tiempo para decir no"    | 1990 en Mortadelo n.º 156                       |                                   |
| Un robot pachanguero                            | 1990 en Mortadelo n.º 157                       | 2023 en Lo mejor de Pafman        |
| Vacaciones traperas                             | 1990 en Mortadelo Extra n.º 10                  |                                   |
| Perradas                                        | 1990 en Mortadelo n.º 160                       | 2023 en Lo mejor de Pafman        |
| El príncipe                                     | 1990 en Mortadelo n.º 161                       |                                   |
| El alucinante "JULK"                            | 1990 en Super Mortadelo n.º 76                  | 2023 en Lo mejor de Pafman        |
| Esta casa es una ruina                          | 1990 en Mortadelo n.º 164                       |                                   |
| Un niño peligroso                               | 1990 en Mortadelo n.º 165-166                   | 2023 en Lo mejor de Pafman        |
| Problemas idiomáticos                           | 1990 en Mortadelo n.º 167                       |                                   |
| Ganyuflo contraataca                            | 1990 en Mortadelo n.º 168 a 173 y 176           | 1991 en Olé! 2ª colección n.º 393 |
| Cuento de Navidad                               | 1990 en Mortadelo Extra n.º 11                  | 2023 en Lo mejor de Pafman        |
| Una misión fácil                                | 1991 en Mortadelo n.º 177                       |                                   |
| Robo en el museo                                | 1991 en Mortadelo n.º 179                       |                                   |
| ¡Que viene el coco!                             | 1991 en Mortadelo n.º 180                       |                                   |
| Gases mortales                                  | 1991 en Mortadelo n.º 181                       |                                   |
| El secuestro                                    | 1991 en Mortadelo n.º 182                       |                                   |
| ¡Espera, Gato!                                  | 1991 en Mortadelo n.º 183                       | 2023 en Lo mejor de Pafman        |
| En la corte de Luis XIV                         | 1991 en Super Mortadelo n.º 81                  |                                   |
| La manifestación                                | 1991 en Mortadelo n.º 186                       |                                   |
| Madonna, in concert                             | 1991 en Mortadelo n.º 187                       |                                   |
| ...En las alturas                               | 1991 en Mortadelo n.º 188                       |                                   |
| El lagarto samurái                              | 1991 en Mortadelo n.º 189                       |                                   |
| En el desierto                                  | 1991 en Mortadelo n.º 190                       |                                   |
| Al rescate                                      | 1991 en Mortadelo n.º 191                       |                                   |
| Dolor de cabeza                                 | 1991 en Mortadelo n.º 192                       | 1994 en Olé! 4ª colección n.º 3   |
| Horror en el supermercado                       | 1991 en Mortadelo Extra n.º 12                  | 1994 en Olé! 4ª colección n.º 3   |
| Buscando trabajo                                | 1991 en Mortadelo n.º 193                       |                                   |
| El robot                                        | 1991 en Mortadelo n.º 194 a 197                 | 1994 en Olé! 4ª colección n.º 3   |
| El mosquito                                     | 1991 en Mortadelo n.º 198-199                   |                                   |
| ¿Dónde está la momia?                           | 1991 en Mortadelo n.º 200                       |                                   |
| Vacaciones ruinosas                             | 1991 en Mortadelo Extra n.º 13                  |                                   |
| Judo y Karate                                   | 1991 en Super Mortadelo n.º 89                  |                                   |
| Un paseo espacial                               | 1991 en Super Mortadelo n.º 90                  |                                   |
| Risas misteriosas                               | 1991 en Super Mortadelo n.º 91                  |                                   |
| Disfraces                                       | 1991 en Super Mortadelo n.º 92                  |                                   |
| Acabator                                        | 1991 en Super Mortadelo n.º 93                  |                                   |
| Peligro de bomba                                | 1991 en Super Mortadelo n.º 94                  |                                   |
| Un tipo sospechoso                              | 1992 en Super Mortadelo n.º 95                  |                                   |
| Conquista frustrada                             | 1992 en Super Mortadelo n.º 96                  |                                   |
| Gallman                                         | 1992 en Super Mortadelo n.º 97                  | 1994 en Olé! 4ª colección n.º 3   |
| ¡A la rica pesa!                                | 1992 en Super Mortadelo n.º 98                  |                                   |
| El caso de las gafas churrifocales              | 1992 en Super Mortadelo n.º 99 y 101            | 1994 en Olé! 4ª colección n.º 3   |
| Objetivo: ¡El N.º 100!                          | 1992 en Super Mortadelo n.º 100                 |                                   |
| Desgracias robóticas                            | 1992 en Super Mortadelo n.º 102                 |                                   |
| Guardaespaldas                                  | 1992 en Super Mortadelo n.º 103                 | 2023 en Lo mejor de Pafman        |
| El abejorro                                     | 1992 en Super Mortadelo n.º 104                 |                                   |
| Odisea espacial                                 | 1992 en Super Mortadelo n.º 105                 | 2023 en Lo mejor de Pafman        |
| El Tagüeno                                      | 1992 en Super Mortadelo n.º 106                 | 1994 en Olé! 4ª colección n.º 3   |
| El nuevo Pafmóvil                               | 1992 en Super Mortadelo n.º 107                 | 2023 en Lo mejor de Pafman        |
| Dura competencia                                | 1992 en Super Mortadelo n.º 108                 | 1994 en Olé! 4ª colección n.º 3   |
| El Muerdehígados                                | 1992 en Super Mortadelo n.º 109                 | 1994 en Olé! 4ª colección n.º 3   |
| Pafman policía                                  | 1992 en Super Mortadelo n.º 110                 | 1994 en Olé! 4ª colección n.º 3   |
| ¡Aliens!                                        | 1992 en Super Mortadelo n.º 111                 | 2023 en Lo mejor de Pafman        |
| ¿Ninjas…?¿o Niñas?                              | 1992 en Super Mortadelo n.º 112                 | 1994 en Olé! 4ª colección n.º 3   |
| El concurso                                     | 1992 en Super Mortadelo n.º 113                 | 1994 en Olé! 4ª colección n.º 3   |
| ¡A morirse!                                     | 1992 en Super Mortadelo n.º 114                 | 2023 en Lo mejor de Pafman        |
| Máquina Total 2000                              | 1992 en Super Mortadelo n.º 115                 |                                   |
| Ingreso al futuro                               | 1992 en Super Mortadelo n.º 116                 |                                   |
| Una asquerosa seta                              | 1992 en Super Mortadelo n.º 117                 | 1994 en Olé! 4ª colección n.º 3   |
| La fórmula de Pacostein                         | 1992 en Super Mortadelo n.º 118                 |                                   |
| Pafman y Dr. Pacostein: La fórmula de Pacostein | 1992 en Mortadelo Extra n.º 29                  |                                   |
| El asesino de personajes                        | 1993 en Super Mortadelo n.º 119 a 127 y 129-130 | 1997 en Olé! 4ª colección n.º 16  |
| El tramoyano                                    | 1993 en Super Mortadelo n.º 131                 |                                   |
| El robo del explosivo                           | 1993 en Super Mortadelo n.º 132                 | 2005 en Top Cómic n.º 2           |
| ¡Misilazo va!                                   | 1993 en Super Mortadelo n.º 133                 |                                   |
| Super-Urbanus                                   | 1993 en Super Mortadelo n.º 134                 | 2005 en Top Cómic n.º 2           |
| El Conde                                        | 1993 en Super Mortadelo n.º 135                 | 2005 en Top Cómic n.º 2           |
| Jarque Purásico                                 | 1993 en Super Mortadelo n.º 136                 | 2023 en Lo mejor de Pafman        |
| El Dr. Feator                                   | 1993 en Super Mortadelo n.º 137                 | 1997 en Olé! 4ª colección n.º 16  |
| Super-Dinosaurio                                | 1993 en Super Mortadelo n.º 138                 | 2005 en Top Cómic n.º 2           |
| Feator contraataca                              | 1993 en Super Mortadelo n.º 139                 | 1997 en Olé! 4ª colección n.º 16  |
| El fin del Dr. Feator                           | 1994 en Super Mortadelo n.º 140                 | 1997 en Olé! 4ª colección n.º 16  |
| Escopeteando                                    | 1994 en Super Mortadelo n.º 141                 | 2005 en Top Cómic n.º 2           |
| El Sr. Polleison                                | 1994 en Super Mortadelo n.º 142                 | 2004 en Top Cómic n.º 1           |
| Un coche pasado por agua                        | 1994 en Super Mortadelo n.º 143                 | 2004 en Top Cómic n.º 1           |
| El invasor                                      | 1994 en Super Mortadelo n.º 144                 | 2004 en Top Cómic n.º 1           |
| El hermanastro                                  | 1994 en Mortadelo Extra n.º 49                  |                                   |
| El tanque aspirador                             | 1994 en Mortadelo Extra n.º 50                  | 2005 en Top Cómic n.º 2           |
| Super Valquiria                                 | 1994 en Mortadelo Extra n.º 51                  | 2004 en Top Cómic n.º 1           |
| Comprando equipo                                | 1995 en Mortadelo Extra n.º 52                  | 2005 en Top Cómic n.º 2           |
| ¡Corrupción!                                    | 1995 en Mortadelo Extra n.º 53                  | 2005 en Top Cómic n.º 2           |
| La noche de Walpurgis                           | 1995 en Mortadelo Extra n.º 54                  | 2004 en Top Cómic n.º 1           |
| Robot patatero                                  | 1995 en Mortadelo Extra n.º 55                  | 2005 en Top Cómic n.º 2           |
| Dos ratas de cuidado                            | 1995 en Mortadelo Extra n.º 56                  | 2004 en Top Cómic n.º 1           |
| Jugando a básquet                               | 1995 en Mortadelo Extra n.º 57                  | 2004 en Top Cómic n.º 1           |
| Expediente X                                    | 1995 en Mortadelo Extra n.º 58                  | 2005 en Top Cómic n.º 2           |
| Misión secreta                                  | 1995 en Mortadelo Extra n.º 59                  | 2005 en Top Cómic n.º 2           |
| ¡Grenflinchs!                                   | 1995 en Mortadelo Extra n.º 60                  | 2004 en Top Cómic n.º 1           |
| Haciendo kung fu                                | 1995 en Mortadelo Extra n.º 61                  | 2004 en Top Cómic n.º 1           |
| Un enorme cabreo                                | 1995 en Mortadelo Extra n.º 62                  | 2004 en Top Cómic n.º 1           |
| Un conejo brutal                                | 1995 en Mortadelo Extra n.º 63                  | 2023 en Lo mejor de Pafman        |
| El primo de Pafcat                              | 1995 en Mortadelo Extra n.º 64                  | 2004 en Top Cómic n.º 1           |
| Una vista de lince                              | 1996 en Mortadelo Extra n.º 65                  |                                   |
| Pafman redevuelve                               |                                                 | 2004 en Top Cómic n.º 1           |
| La noche de los vivos murientes                 |                                                 | 2005 en Top Cómic n.º 2           |
| Pafman in U.S.A.                                |                                                 | 2006 en Top Cómic n.º 3           |
| Cabezones del espacio                           |                                                 | 2007 en Top Cómic n.º 4           |
| 1944                                            |                                                 | 2008 en Top Cómic n.º 5           |
| Agente cero cero patatero                       |                                                 | 2009 en Top Cómic n.º 6           |
| Pafdark: el cabestro oscuro                     |                                                 | 2010 en Top Cómic n.º 7           |
| En la Tierra Mediocre                           |                                                 | 2011 en Crónicas de Pafman n.º 1  |
| La aventura del Titaidón                        |                                                 | 2013 en Crónicas de Pafman n.º 2  |

La serie apareció inicialmente la revista semanal Mortadelo, aunque no aparecía en todos los números, y se mantuvo ahí hasta al desaparición de la misma. En dicha revista la serie se publicó entre 1987 y 1991, con una interrupción durante 1988 para que Cera realizara el servicio militar. 
En la revista quincenal Super Mortadelo se publicó desde 1989 hasta la cancelación de la misma en 1994.
La revista Mortadelo Extra aparecía inicialmente en ocasiones especiales (navidad y verano) y posteriormente pasaría a tener periodicidad mensual, publicándose en dicha revista entre los años 1989 y 1996.
La mayoría de las historias publicadas de Pafman hasta entonces eran cortas, siendo algunas de ellas recopiladas en las colecciones Ole! en sus distintas ediciones.
Desde 1997 no se publicó ningún número de Pafman hasta que en 2004 la serie volvió dentro de la colección Top Cómic con una mezcla de historietas nuevas largas y recopilación de antiguas. También se recopilaron de manera promocional en la revista Mega Top una serie de historietas cortas entre 2004 y 2005.
En 2005 se publicaría el segundo número en Top Cómic que contenía historietas nuevas y viejas, para a continuación publicar solo historietas nuevas largas desde 2006 hasta 2013, los dos últimos números publicados en la colección Crónicas de Pafman. Los tres primeros números publicados en la serie Top Cómic se recopilaron en 2010 en un tomo bajo el nombre Super Top Cómic.
Desde 2013 no se ha publicado ninguna historieta nueva, en 2023 se realizó una recopilación algunas de las historietas clásicas de los años 80 y 90, que incluyen algunas que nunca antes habían sido recopiladas, en un tomo con un prólogo a cargo del guionista, ilustrador y fan del personaje, Manuel Bartual.

## Elaboración de las historietas

### Influencias
Cera es considerado como el último dibujante de la escuela Bruguera, y por lo tanto viene marcado por las características de la misma, con una fuerte influencia de Francisco Ibáñez. Sin embargo, el propio autor ha reconocido las influencias de Akira Toriyama (Dr. Slump), André Franquin (Spirou y Fantasio), Peyo (Los Pitufos) ayudando a Cera a desarrollar poco a poco una línea más decidida y unas texturas trabajadas.

Mi estilo es un batiburrillo que acaba teniendo entidad propia, sobre todo en el humor.
Joaquín Cera

### Temas
Las historietas, en sus inicios cortas, no daban pie a mucho desarrollo de trama. El humor de las historietas está basado en el chiste continuo para lo cual se emplean situaciones surrealistas, slapstick, juegos de palabras, rotura de la cuarta pared y parodias, en palabras del autor «En solo dos páginas no da mucho tiempo a plasmar un universo estilo Batman —o al menos yo no supe cómo—, así que acabé pasando bastante de esa referencia para limitarme a hacer lo que más me apetecía». Las historietas tuvieron una evolución desde el antiguo estilo Bruguera al mundo de mediados de los 80 hasta los 90, pasando de los gags de tono mortadeliano al humor absurdo y de disparate.  A lo largo de los años noventa, en las historietas se incluían referencias a las risas enlatadas, Martes y Trece, VIP de Emilio Aragón, cameos o Expediente X. También se incluían chistes de carácter sexual suaves y tacos. En los publicados en la década de los 2000 se parodiaban géneros de la cultura pop: terror, estereotipos estadounidenses, ciencia ficción, ucronías, etc. actualizando su humor y sabiendo meter con acierto referencias y homenajes al momento.
Cera hizo evolucionar al personaje a ritmo del absurdo. Un ejemplo de las cotas de absurdo que podía llegar a alcanzar la serie está en la historieta «El caso de las gafas churrifocales» que comienza con un confidente de Pafman siendo asesinado por "cuatrocientos encapuchados con gafas y sombrero mexicano" y termina con el héroe derrotando al villano, un sillón antropomorfo, echándole termitas, ya que había conocido la naturaleza de su enemigo al leer el guion de la historieta.

### Dibujo y guion
En sus cómics el desenlace era irrelevante, un compromiso al que Cera no le daba ninguna importancia. Con el tiempo los gags planificados y el mensaje social de épocas anteriores fueron, poco a poco, sustituidos por la ocurrencia continua, ritmo trepidante, el pequeño chascarrillo, el juego de palabras intencionadamente chusco, humor surrealista, la referencia boba al programa de televisión o la expresividad gestual llevada al ridículo.

### Desarrollo de los guiones
En 1987 Pafman solo tenía dos páginas a la semana lo que en un principio le daba pie a Cera para prodigarse en los acabados, y llenar el guion con chistes. Conforme la demanda de trabajo aumentó, no solo de Pafman sino de múltiples revistas con distinto contenido, Cera tenía menos tiempo tanto para el dibujo de manera que empezó a simplificar dejando los fondos bosquejados y haciendo el entintado más sencillo, aunque se volvió más apresurado y descuidado no llegó a bajar el número de viñetas ni las dejó medio vacías. Esta situación es especialmente notable en historias largas como «El asesino de personajes».

### Producción
Debido a la cantidad de material que tenía que producir mensualmente, de aproximadamente treinta páginas, no tenía demasiado tiempo para pensar los guiones y lo realizaba sobre la marcha dedicándole no más de diez minutos. Una vez elaborado el guion, o incluso durante su desarrollo, abocetaba la historia en folios antes de trasladar el dibujo a papel profesional. Durante el proceso de ilustración, realizaba ajustes, añadiendo o eliminando gags e incluso modificando por completo el argumento, para finalmente proceder al entintado, procurando tener hechas las dos páginas de la revista Mortadelo en un día, máximo dos, y el resto en proporción de tiempo, tratando de trabajar solo de lunes a viernes.
Cuando volvió a publicar el personaje en 2004, Cera procuró dedicar más tiempo tanto al dibujo como al guion, sin embargo, en opinión del autor las historias gustaron menos. En esta época Cera producía cuatro páginas al día.
El coloreado en la época inicial era el acostumbrado en la época de Bruguera con rotulación mecánica, con fallos de coloreado, en la época actual, se aprovechó el cambio de traje para alejarse de los colores de Superlópez, recayendo dicha tarea en el mismo colorista de Mortadelo, Justo Larrea y a su jubilación, su hijo Rubén.

## Ambientación

### Personajes
- Pafman: Es un superhéroe torpe y chapucero que se empeña en luchar contra el mal, a pesar de que probablemente la gente estaría mejor sin su ayuda.[3] El nombre es un juego de palabras con Batman pero con un tono cómico. El nombre real del personaje es Manuel Pérez, Cera trató de ponerle un nombre de una persona común[31] y considera que es tan desastre que no se merece el nombre de superhéroe.[8] Originalmente el traje era de color azul, con capa roja, calzón negro, cinturón rojo y botas amarillas, con una máscara azul con antifaz.[33] Desde 2004 el traje es de color azul claro con botas, guantes, máscara y capa morada.[34]
- Pafcat: El ayudante de Pafman, un gato salido de la mutación de un amigo de Pafman y su gato doméstico (fueron metidos en una lavadora junto con 1 kg de plutonio) y con la capacidad de diseñar los inventos más estrafalarios.[1][3] El origen del nombre hace referencia literalmente al "gato de Pafman".[31] Originalmente el traje era de color azul, calzón negro, cinturón rojo y con antifaz.[33] Desde 2004 el traje es de color azul claro con guantes morados y con máscara.[34]
- Tina Tonas: La sobrina de Pafman, una joven policía muy atractiva que parece haber heredado toda la inteligencia de la familia. El personaje apareció por primera vez en el álbum «Pafman redevuelve» (2004).[1] El nombre proviene del juego de palabras relacionando su profesión con su pecho, "Agente Tonas".[31] Es una joven de unos veinte años, alta y delgada, con el pelo rubio y los ojos azules. Tiene grandes pechos y suele vestir una camiseta de tirantes roja y un pantalón corto.[34]
- El Enmascarado Negro: Es su enemigo más habitual, y el peor.[26] Un bandido vestido todo de negro y con una N en el pecho. Nunca se le ha visto la cara, siempre lleva una capucha debajo de la otra. Es capaz de cometer todo tipo de actos malvados, desde robar el ladrillo de una obra hasta invocar a un demonio para destruir el planeta.[3][14] Aparece por primera vez en el Mortadelo nº8 en la historieta llamada «El Enmascarado Negro» (1987).[35] Pese al éxito del personaje, Cera dijo que lo pensó en 5 minutos sin dedicarle demasiado esfuerzo.[8]
- Personajes secundarios: El comisario Mafrune,[3] el malvado multioficios Malfendi que desempeña distinta profesión según lo requiera la historia,[1] el profesor Fuyú, un anciano científico que chechea cuando habla y que tiene una mano de zombi agarrada a su cuello, el malvado sillón antropomorfo Doctor Ganyuflo, [14] el Dr. Pacostein,[31]o el Capitán Europa.[29]

#### Otros personajes
En las aventuras de Pafman, Cera ha introducido muchos personajes de otros autores/medios: 13, Rue del Percebe,, Tintín (en la historieta "Tontín"), Astérix y Obélix (en la historieta "Histérix y Obsésix"), Spider-Man (en la historieta "Spider-ñam"), Los Pitufos,  Mortadelo, Rompetechos, Superlópez, Alien, Hulk (en las historietas "Julk"), Parque Jurásico.

### Ubicación
Pafman y Pafcat viven en la ciudad de Logroño City, una megaciudad que solo se parece a la Logroño real en el nombre y que tiene selva, playa, una Estatua de la Libertad y cualquier cosa que requiera el argumento de la historieta en cuestión. Cera explicó que decidió ubicar las historias en Logroño por reivindicar una ciudad, de las que parecen olvidadas en España, a modo de gag.

### Argumento
Las primeras historietas no tenían apenas continuidad. Con el tiempo sin embargo, hubo algunas cosas que quedaron establecidas. En un principio Pafman y Pafcat trabajan por libre, soliendo recibir un mensaje de la Interpilpil (parodia de la Interpol) o sonando alguna de sus alarmas y se encaminaban a resolver misiones. Pasado un tiempo pasaron a formar parte de la plantilla de policías del comisario Mafrune en la historieta «Pafman policía» (1992). Tras la publicación de los álbumes a partir 2004 hay más elementos de continuidad, así por ejemplo en el primer álbum, «Pafman redevuelve», los personajes han pasado los siete años en los que no se publicaron aventuras congelados en «algún lugar más al sur del Polo Sur».

## Recepción y críticas
Las historietas de Pafman estuvieron desde un principio enfocadas a ser un personaje de relleno,  pese a ello el personaje ha conseguido sobrevivir hasta épocas recientes.
Tras el cierre de la revista Mortadelo Extra en 1997 el personaje desapareció del panorama editorial; en 2004, cuando la editorial se puso en contacto con Cera para retomarlo, él quedó completamente incrédulo. Las ventas de los nuevos álbumes alcanzaban aproximadamente los 4 000 ejemplares anuales, una cifra insuficiente para continuar publicando el personaje, cuyas nuevas aventuras dejaron de aparecer en 2013. En una entrevista con el autor comentó que tal vez la editorial no sabía llevar su producto a los lectores adecuados y que los lectores “de siempre” no eran suficientes, o tal vez el humor de Pafman pertenecía a otra década.

## Adaptaciones a otros medios
Después de la producción de Superlópez en la gran pantalla, el interés por una película de Pafman no fue más allá de las declaraciones en una entrevista en un portal digital dedicado al cine del actor Mario Casas, quien expresó su entusiasmo por interpretar al personaje. Aunque la entrevista se notaba tanto que el actor como el reportero que le entrevistó no conocían al personaje, de hecho afirman erróneamente que la autoría de Pafman es de Jan. Siendo unas preguntas formuladas sin rigor alguno y hechas por la agencia para rellenar minutos en pantalla.
A pesar de este interés suscitado por una película de Pafman, Cera aseguró que ni siquiera se lo había planteado.
Se realizó una adaptación no oficial para el videojuego Open Beats of Rage.